# FSRS Ingå Sjöräddare r.f.
FSRS Ingå Sjöräddare r.f. (finska: Inkoon Meripelastusyhdistys) är en av Finlands Sjöräddningssällskaps sjöräddningsföreningar. 
Ingå sjöräddningsförening grundades 1986 som Porkala Sjöräddningsförening/Ingå spaningsflottilj, varvid den fick en räddningsbåt av typen NPV-4 från Kone-Jyrä Oy, vilken döptes till PV Fagerö. Föreningen samarbetade med Ingå Båtklubb.
År 1990 bildade medlemmarna i Ingå spaningsflottilj Ingå sjöräddningsförening, som blev medlem i Finlands Sjöräddningsällskap. Ingå Sjöräddningsföreningens område sträcker sig från Porkalafjärden till Gästans.
År 1997 fick Ingå Sjöräddningsförening en ny räddningsbåt, en Watercat 1100 Patrol från Marine Alutech, vilken också fick namnet PV Fagerö. Den överfördes 2022 till Nådendal och ersattes av den nya räddningsbåten PV324 Thure Gallén.

## Räddningsfarkost
Thure Gallén (PV324), en Kewatec Patrol 1000 OB i aluminium, byggd 2022
- Längd: 10,01 meter
- Bredd: 3,21 meter
- Höjd över vattenlinje: 3,5 meter
- Djupgående: 0,9 meter
- Vikt:  5,85 ton
- Motorer: Två utombords Mercury Marine Sea Pro 300 på 2 x 300 hk
- Toppfart: 41 knop
- Marschfart: 32 knop